# Марія Вюртемберзька (1496—1541)
Марія Вюртемберзька (нім. Maria von Württemberg, 15 липня 1496 — 28 грудня 1541) — вюртемберзька графиня з Вюртемберзького дому, донька графа Вюртемберг-Монбельяру Генріха та графині Єви Зальмської, дружина герцога Брауншвейг-Люнебурзького та князя Брауншвейг-Вольфенбюттельського Генріха II.

## Біографія
Народилась 15 липня 1496 року у замку Гогенурах, де її батько був ув'язнений на ґрунті можливого психічного захворювання. Стала первістком в родині колишнього графа Вюртемберг-Монбельяру Генріха та його другої дружини Єви Зальмської, з'явившись на світ за шість років після їхнього весілля. Згодом сім'я поповнилася сином Георгом.
У Марії був також старший єдинокровний брат Ульріх від першого шлюбу батька, який виріс при дворі герцога Ебергарда I, викрадений ним. У 1498 році він став герцогом Вюртембергу. Через малолітство опіку над ним здійснював маршал Конрад Тумб фон Нойбург. Генріх із сімейством, до цього ізольовані із суворою забороною контактів, під час правління Ульріха певний час мешкали у Штутгарті. Вюртемберзький двір того часу був розкішним, війна за баварську спадщину 1504 року принесла значні прибутки. Втім, влітку 1518 року імператор оголосив Ульріха скиненим, і той невдовзі втік до Курпфальцу. Генріх у квітні 1519 року помер у замку Гогенурах. Марія до цього часу вже була видана заміж.
У 18-річному віці вона стала дружиною 25-річного герцога Брауншвейг-Люнебургу князя Брауншвейг-Вольфенбюттелю Генріха II. Весілля пройшло 18 лютого 1515 в Урасі. За свідченнями, Генріха відрізняли владолюбний характер і пристрасний темперамент. Вірний імператору, він все життя залишався католиком.

Основною резиденцією подружжя був Вольфенбюттельський замок, тривало його укріплення. У пари народилося одинадцятеро дітей.

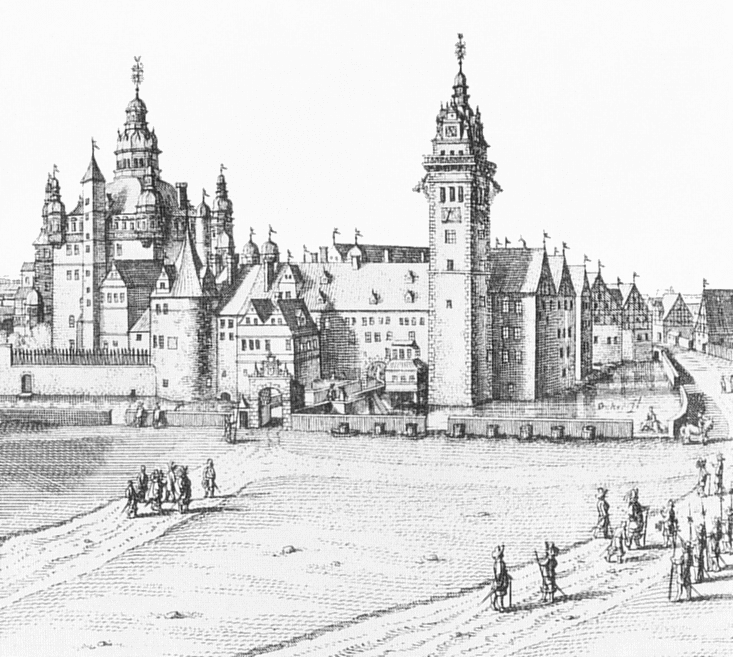
Замок Вольфенбюттель

У 1522 році до Вольфенбюттелю прибула гессенська шляхтянка Єва фон Тротт, яка невдовзі стала коханкою герцога і у 1524 році народила йому першу дитину. Коли у 1532 році стало відомо про їхні стосунки, Марія вимагала припинити роман. Генріх, зовні погодившись, відправив Єву додому, а на шляху — інсценував її смерть, перевізши, насправді, до замку Штауффенбург, розташованому у глибині лісів, де вона знаходилася до самої смерті Марії у 1541 році. Відомостей про інші любовні зв'язки герцога немає.
Марія пішла з життя 28 грудня 1541 року у Вольфенбюттелі. Була похована у монастирській церкві Штетербургу.  Наступного року країну захопили війська Шмалькальденської ліги. Поховання Марії було знищене.

## Родина

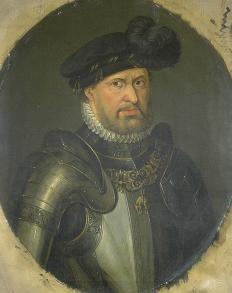
Портрет Генріха II

Чоловік — Генріх II
Діти:
- Маргарита (1516—1580) — дружина герцога Ельсу Йоганна, дітей не мала;
- Андреас (1517) — помер у ранньому віці;
- Катерина (1518—1574) — дружина маркграфа Бранденбург-Кюстрину Йоганна, мала двох доньок;
- Марія (1521—1539) — настоятелька Гандерсгаймського монастиря у 1532—1539 роках;
- Карл Віктор (1525—1553) — одруженим не був, дітей не мав, загинув у битві при Зіверсхаузені;
- Філіп Магнус (1527—1553) — одруженим не був, дітей не мав, загинув у битві при Зіверсхаузені;
- Юлій (1528—1589) — князь Брауншвейг-Вольфенбюттелю у 1568—1589 роках, князь Каленбергу у 1584—1589 роках, був одруженим з Ядвіґою Бранденбурзькою, мав одинадцятеро дітей;
- Клара (1532—1595) — дружина герцога Брауншвейг-Грубенхагену Філіпа II, дітей не мала;
- Генріх (1536) — помер у ранньому віці;
- Йоганн (1538) — помер у ранньому віці;
- Йоахім (1540) — помер у ранньому віці[8]